# Martin Stadtfeld
Martin Stadtfeld (né le 19 octobre 1980 à Coblence) est un pianiste allemand.
Il a enregistré trois concertos pour piano, n° 1, 2 et 5 de Jean-Sébastien Bach en 2006.